# Meridiano 167 E
O meridiano 167 E é um meridiano que, partindo do Polo Norte, atravessa o Oceano Ártico, Ásia, Oceano Pacífico, Oceano Antártico, Antártida e chega ao Polo Sul. Forma um círculo máximo com o Meridiano 13 W.
Começando no Polo Norte, o meridiano 167º Este tem os seguintes cruzamentos:
| País, território ou mar | Notas |
| ----------------------- | --- |
| Oceano Ártico           | |
| Mar Siberiano Oriental  | |
| Rússia                  | Okrug Autónomo de Chukotka Krai de Kamchatka |
| Mar de Bering           | |
| Oceano Pacífico         | |
| Ilhas Marshall          | Atol Rongelap |
| Oceano Pacífico         | |
| Ilhas Marshall          | Atol Kwajalein |
| Oceano Pacífico         | Passa a leste de Nauru · Passa a oeste das Ilhas Duff, Ilhas Salomão · Passa a leste das Ilhas Vanikolo, Ilhas Salomão · Passa a leste das Ilhas Torres, Vanuatu · Passa a oeste das Ilhas Banks, Vanuatu |
| Vanuatu                 | Ilha Espírito Santo |
| Oceano Pacífico         | Passa a oeste da Ilha Malo, Vanuatu · Passa a oeste da ilha Malakula, Vanuatu · Passa a oeste da ilha Lifou, Nova Caledônia                                                                               |
| Nova Caledônia          | |
| Mar de Coral            | |
| Oceano Pacífico         | |
| Nova Zelândia           | Ilha Sul |
| Oceano Pacífico         | |
| Oceano Antártico        | |
| Antártida               | Dependência de Ross, reivindicada pela Nova Zelândia |
| Oceano Antártico        | Mar de Ross |
| Antártida               | Dependência de Ross, reivindicada pela Nova Zelândia |